# Frederick William Hope
Pour les articles homonymes, voir Hope.
Frederick William Hope est un zoologiste britannique, né le 3 janvier 1797 à Londres et mort le 15 avril 1862.

## Biographie

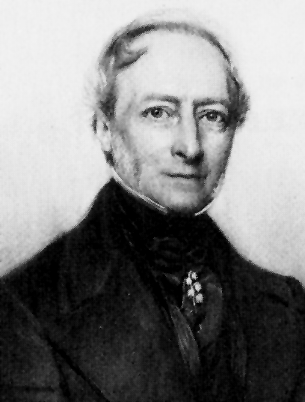
Frederick William Hope

Il fait ses études au Christ Church d’Oxford et devient pasteur anglican. Il devient pasteur de Frodesley dans le Shropshire. Disposant de ressources importantes, il se consacre bientôt à l’entomologie et rassemble une riche collection d’insectes et autres invertébrés. Il offre celle-ci avec sa bibliothèque à l’université d'Oxford en 1849 et nomme John Obadiah Westwood comme conservateur. En 1861, la chaire Hope est créée, elle est attribuée également à Westwood.
Ayant une mauvaise santé, Hope passe une grande partie de l’année près de la mer Méditerranée où il étudie les poissons et les crustacés. En 1855, il reçoit un titre de docteur honoris causa de l’université d'Oxford.
Avec George Robert Waterhouse, il crée la Société entomologique de Londres et devient son premier trésorier en 1833. Il en est alternativement président, vice-président et membre du conseil jusqu'en 1847. Ses dons, de livres comme de spécimens, forment la base des collections de la société. Hope est devenu membre de la Royal Society le 5 juin 1834.

## Source
- Sheffield Airey Neave & Francis J. Griffin (1933). The history of the Entomological Society of London, 1833-1933. Royal Entomological Society (Londres) : xlvi + 244 p.